# 2009 en Albanie
Chronologie de l'Albanie
- 2005
- 2006
- 2007
- 2008
- 2009
- 2010
- 2011
- 2012
- 2013

Cet article présente les faits marquants de l'année 2009 en Albanie.

## Évènements

### Janvier
- Mercredi 21 janvier 2009 : le Comité de lutte contre la torture du Conseil de l'Europe, dans son rapport annuel, estime que l'Albanie doit encore faire des efforts pour lutter contre les mauvais traitement en garde à vue et les conditions de détention dans ses commissariats, malgré d'importants progrès : « Contrairement aux constatations faites lors de visites précédentes, la majorité des personnes avec lesquelles sa délégation s'est entretenue ont déclaré avoir été traitées correctement pendant la garde à vue [… néanmoins] un certain nombre d'allégations crédibles de mauvais traitements physiques récents ont été recueillies, » parmi lesquelles des coups sévères portés à l'aide de matraques pendant des interrogatoires, déplore-t-il. Le Comité fait état de « progrès significatifs » des conditions dans les centres de détention provisoire, mais regrette que celles dans les commissariats ne soient « toujours pas satisfaisantes », jugeant « inacceptable » le fait que des personnes puissent être placées dans des cellules de garde à vue pendant des périodes prolongées, de l'ordre d'un mois, et demande que ces cellules soient pourvues de draps propres, de ventilation et d'éclairage adéquats, et équipées de bancs et de chaises.

### Mars
- Jeudi 19 mars 2009 : les sommes jouées dans les jeux de hasard en 2008 ont été en forte augmentation dans un des pays pourtant parmi les plus pauvres d'Europe. Les Albanais ont dépensé plus de 100 millions de dollars pour les jeux de hasard, y compris les paris sportifs contre quelque 60 millions de dollars en 2007. Il existe en Albanie un casino, plus de 20 sociétés de paris, 22 compagnies de jeux de hasard et 9 sociétés de Bingo. Les jeux de hasard s'exercent dans des milliers de salles à travers le pays, installées en nombre y compris à proximité des écoles.

### Avril
- Mardi 28 avril 2009 : l'Albanie dépose officiellement à Prague sa candidature à l'Union européenne, moins d'un mois après avoir intégré l'OTAN.

- Jeudi 30 avril 2009 : selon la directrice d'USAID, « la corruption reste un problème sérieux en Albanie, prenant aux  Albanais de l'énergie, du temps et de l'argent […] toutes les sources d'information accessibles, le public, mais également   les autorités indiquent que la corruption constitue un phénomène largement répandu en Albanie ». Selon un sondage réalisé par l'Institut albanais du développement, des  recherches et des alternatives (IDRA), les hommes politiques, les  ministres, les députés, mais aussi les douaniers et les médecins sont considérés comme les plus corrompus. Le sondage relève pourtant des progrès dans les efforts des autorités pour lutter contre le phénomène, cependant « la corruption, grande ou petite, mine tous les progrès  réalisés ».

### Mai
- Samedi 2 mai 2009 : un député du Parti socialiste albanais, Fatmir Xhindi (49 ans), a dans la soirée été abattu par un tir de Kalachnikov, à proximité de sa maison à Roskovec à 100 km au sud-ouest de la capitale Tirana.

### Juin
- Dimanche 28 juin 2009, élections législatives : quelque 3,1 millions d'électeurs sont appelés à élire lors d’un scrutin proportionnel pour quatre ans 140 députés parmi 3.853 candidats appartenant à 34 partis et 4 coalitions politiques. Les deux principales formations sont le Parti démocratique du premier ministre, Sali Berisha, et le Parti socialiste dont le chef de file est le maire de Tirana, Edi Rama.
- Lundi 29 juin 2009, élections législatives : l'Organisation pour la sécurité et la coopération en Europe (OSCE), estime que « le processus électoral en Albanie s'est amélioré », mais des fraudes persistent. Parmi les « violations », il a signalé des électeurs votant pour l'ensemble de leur famille ou l'absence, dans certains bureaux de vote, de marqueur à l'encre permettant de s'assurer qu'un électeur ne votera pas à plusieurs reprises.

## Décès
- 22 octobre : Enver Shehu, footballeur